# Klinča sela
Klinča sela este o arie protejată (sit de importanță comunitară — SCI) din Croația întinsă pe o suprafață de 32,92 ha, integral pe uscat.

## Localizare
Centrul sitului Klinča sela este situat la coordonatele 45°41′10″N 15°44′37″E / 45.686249°N 15.743704°E.

## Înființare
Situl Klinča sela a fost declarat sit de importanță comunitară în iulie 2013 pentru a proteja un număr necunoscut de specii din flora spontană și fauna sălbatică aflate în arealul zonei.

## Biodiversitate
Situată în ecoregiunea continentală, aria protejată conține 1 habitat natural: Pajiști cu Molinia pe soluri calcaroase, turboase sau argilos-nămoloase (Molinion caeruleae).
La baza desemnării sitului se află un număr nedeclarat de specii protejate.